# Christian du Plessis
Christian du Plessis (* 2. Juli 1944 in Vryheid) ist ein südafrikanischer Opernsänger (Bariton).
Er debütierte 1967 in Johannesburg als Yamadori in Giacomo Puccinis Oper Madama Butterfly. Von 1973 bis 1981 sang er an der English National Opera London, außerdem öfter für die Opera Rara Gesellschaft, für die er auch zahlreiche Schallplatten-Einspielungen machte. Er konzentrierte sich hauptsächlich auf das Belcanto-Repertoire und machte sich einen Namen in Opern von Gaetano Donizetti und Giacomo Meyerbeer. Er trat auch an der Covent Garden Opera London, am Teatre del Liceu Barcelona und in Hongkong auf.
1988 beendete er seine Bühnenkarriere.

## Aufnahmen
- Donizetti: L’assedio di Calais (Opera Rara)
- Donizetti: Gabriella di Vergy (Opera Rara)
- Donizetti: Maria Padilla (Opera Rara)
- Donizetti: Maria Stuarda (Brilliant)
- Donizetti: Ne m’oubliez pas (Opera Rara)
- Donizetti: Ugo, conte di Parigi (Opera Rara)
- Meyerbeer: Le prophète (CBS)
- Meyerbeer: Dinorah (Opera Rara)
- Offenbach: Christopher Columbus (Opera Rara)
- Verdi: Rigoletto (Decca)
- A Hundred Years of Italian Opera 1800–1810 (Opera Rara)
- A Hundred Years of Italian Opera 1810–1820 (Opera Rara)